# Oscar Londono
Oscar Londono est un footballeur franco-suisso-colombien, né le 7 février 1971 à Bucaramanga, Colombie. 
Il a principalement joué en faveur du Servette FC et du FC Lausanne-Sport.

## Palmarès
- Vainqueur de la Coupe de Suisse en 1998 et 1999 avec Lausanne, en 2001 avec le Servette
- Finaliste de la Coupe de Suisse en 2000 avec Lausanne